# Ovidiu Dănănae
Ovidiu Dănănae (Craiova, 26 augustus 1985) is een Roemeens voetballer.
Dănănae begon zijn loopbaan als verdediger in het seizoen 2003/04 bij FCM Reșița. Hij maakte indruk en speelde sinds 2004 bij FC Universitatea Craiova. In 2009 maakte hij z'n debuut in het Roemeens voetbalelftal. In 2011 ging Dănănae in Rusland bij Tom Tomsk spelen. Daar kwam hij nauwelijks aan spelen toe en being 2012 trok hij naar Steaua Boekarest.